# 第十五初创军团
第十五初创军团（拉丁語：Legio XV Primigenia）古罗马军队建制名称。由卡利古拉于公元39年建立并存在至70年。该军团曾先后参加罗马帝国对日耳曼部落战争等一系列相关军事活动，最终在公元70年的巴达维人起义中遭全军覆没而被取消番号。

## 名称
军团名称来源于罗马神话中的幸运女神福尔图娜的绰号“Primigena”，意为初生，初创。“Primigenia”是它的形容词形式，即初创的，幸运女神的。

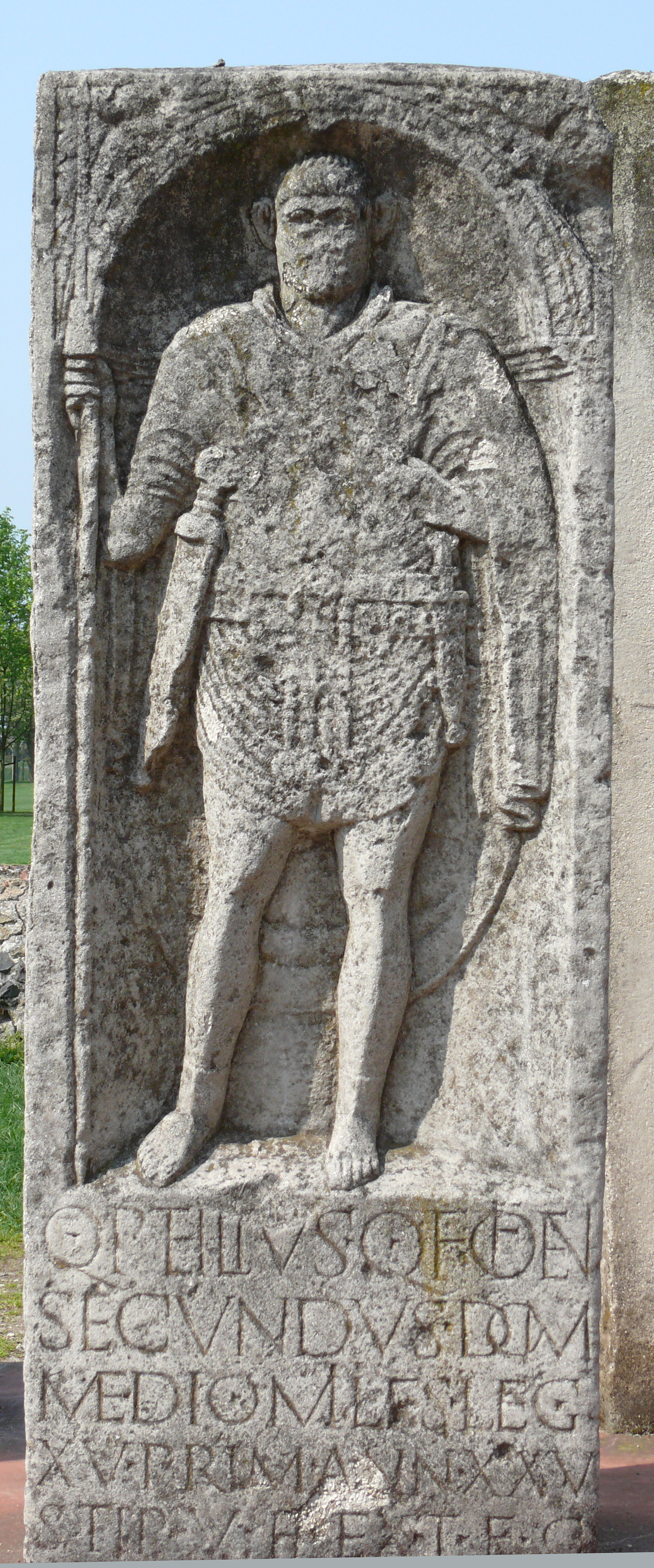
第十五初创军团一士兵墓碑的复制品，现存于克桑滕考古公园